# Abegondo
Abegondo es un municipio español de la provincia de La Coruña, en la comunidad autónoma de Galicia. Pertenece a la comarca de La Coruña y forma parte del área metropolitana de La Coruña. 
Cuenta con una población de 5578 habitantes (INE 2024). En el pasado, su escasa población se componía de personas nacidas en la zona y dedicadas básicamente a la agroganadería. En el último cuarto de siglo, aumentó su población al transformarse en hogar de personas que viven o trabajan en La Coruña.
En el término municipal se encuentran la ciudad deportiva del Real Club Deportivo de La Coruña y el embalse de Cecebre (refugio temporal de aves migratorias), alimentado por los cauces de los ríos Mero y Barcés.

## Geografía
Integrado en la comarca de La Coruña, la sede del municipio, que se encuentra en el núcleo de San Marco, se sitúa a 28 kilómetros de la capital coruñesa. El término municipal está atravesado por la Autovía del Noroeste A-6 entre los pK 571 y 573, además de por la Autopista del Atlántico AP-9, que une Portugal con La Coruña y Ferrol, y por la carretera AC-542, que une Betanzos con la carretera N-550. 
El relieve está caracterizado por los montes que se encuentran entre los ríos Mero, Barcés y Gobia. El río Mero discurre por el este, haciendo de límite con Oza-Cesuras, represando sus aguas posteriormente en el embalse de Cecebre. El río Barcés, hace de límite por el oeste con Carral, desaguando también en dicho embalse. El río Gobia es un afluente del Mero que cruza el municipio por el interior. La altitud del municipio oscila entre los 478 metros (Castro Maior) y los 40 metros en el embalse de Cecebre. La sede municipal se alza a 174 metros sobre el nivel del mar. 
| Noroeste: Cambre                   | Norte: Bergondo | Noreste: Betanzos |
| Oeste: Carral                      |                 | Este: Oza-Cesuras |
| Suroeste: Carral y Mesía (exclave) | Sur: Órdenes    | Sureste: Mesía    |

## Organización territorial
El municipio está formado por ciento treinta y tres entidades de población distribuidas en diecinueve parroquias:
- Abegondo (Santa Eulalia)[5]
- Cabanas (San Julián)[5]
- Cerneda (San Salvador)
- Cós[2](San Esteban)[5]
- Crendes (San Pedro)
- Cullergondo (Santa María)
- Figueroa (San Miguel)
- Folgoso (Santa Dorotea)
- Leiro (Santa Eulalia)[5]
- Limiñón (San Salvador)
- Mabegondo (San Tirso)
- Meangos (Santiago)
- Montouto (Santa Cristina)
- Orto (San Martín)[5]
- Presedo (Santa María)
- Sarandones[2]
- Vilacoba (Santo Tomé)[5]
- Viones[2]
- Vizoño (San Pedro)

## Demografía
| Gráfica de evolución demográfica de Abegondo entre 2000 y 2017     |
|                                                                    |
| Población de derecho (2000-2017) según el padrón municipal del INE |

## Historia
El municipio de Abegondo se encuentra enmarcado entre los ríos Mero, Barcés y Govia, y forma parte de la comarca natural de “as Mariñas dos Frades” (Culleredo, Cambre y Abegondo); esta comarca está poblada desde la antigüedad, como lo demuestran sus añejos vestigios de asentamientos en los distintos castros que se conservan en el término municipal. 
En la antigua división territorial de Galicia, la mayor parte de las 19 parroquias pertenecían a la provincia de Betanzos, constituyéndose, desde 1835 como Concello independiente, formado desde entonces con la actual división territorial de parroquias.
Abegondo fue tierra y morada de familias ilustres, persistiendo su presencia a lo largo de la geografía municipal en once edificaciones de esta categoría que en tiempos pasados se repartían por la superficie del municipio. Estas casas solariegas, o pazos, y otras edificaciones de carácter histórico, que se encuentran en su demarcación, nos dan una idea de la importancia social que tuvieron algunos de sus vecinos; por estas particularidades, la tradición histórica de Abegondo hay que buscarla en el discurrir de las familias nobles y sus descendientes que ocuparon relevantes cargos en la milicia, en la Iglesia y en la administración.

## Construcciones solariegas
- Pazo de Cerca. Situado en la parroquia de Cullergondo y cerca de la iglesia parroquial, desde donde puede verse los restos del palomar. Esta edificación se encuentra en estado de abandono exceptuando una parte que se dedica a vivienda permanente de sus actuales propietarios.

- Pazo de San Pedro de Crendes. Situado en la parroquia de Crendes, en la misma carretera que une Abegondo con San Pedro de Nos. De estilo barroco, su edificación data del siglo XVIII y fue donado a las hermanas de Cristo Rey para una fundación benéfico-docente. Aunque ya no hay actividades escolares, actualmente se encuentra de buen estado de conservación.

- Pazo de Figueroa. Se encuentra en la parroquia de Figueroa, situada en la carretera que va desde Montouto a Carral. Perteneciente al Marquesado de Figueroa y construido en el siglo XV (posee una torre del siglo XII que fue reformada en el XVII) es una de las edificaciones solariegas más importantes de Galicia. La historia de esta magna construcción está ligada al famoso “Tributo de las cien doncellas” puesto que los antepasados de los Figueroa, en el año 791, fueron protagonistas de una batalla que dieron a los moros por rescatar a sus hermanas, que engrosaban la lista de aquel infame tributo.

- Pazo de Macenda. Situado en la parroquia de San Pedro de Crendes; de estilo original barroco hoy presenta una indefinida arquitectura después de la reciente restauración de que fue objeto para convertirlo en casa rural de hospedaje en la época veraniega. Sus propietarios originales eran los Ponte y Andrade.

- Pazo de Orto. De estilo renacentista, aún conserva una torre del siglo XVII, hoy se encuen en excelente estado de conservación. Situado en las orillas del Pantano de Cecebre y al final de viaducto de la carretera San Pedro de Nos-Abegondo, conserva un cuidado jardín de árboles centenarios al cual se accede por la puerta principal de cuidada herrería, rematada por el escudo de los Andrade.

- Pazo de Pastoriza. Se encuentra en la parroquia de Mabegondo pasando el pazo de los Quiroga. Aunque tiene una capilla que data del siglo XVIII, su construcción parece ser que fue iniciada mucho antes. Sus hermosas y vetustas palmeras le dan un singular aire de distinción. Los propietarios iniciales fueron los Pardo de Andrade.

- Pazo de los Quiroga o Torres de San Tirso. Situado en la parroquia de San Tirso de Mabegondo, de estilo renacentista, la fachada principal está flanqueada por dos torres simétricas, con escudo de armas de los Quiroga, Reimóndez, Capoa y Somoza. Uno de los ilustres descendientes de este solar fue don Antonio Quiroga y Hermida, militar y político que se destacó en los movimientos revolucionarios de 1820 ya que encabezó, junto al general Riego, el levantamiento de Cabezas de San Juan durante el reinado de Fernando VII, y que llegaría a ocupar la vicepresidencia de las Cortes. En este pazo el teniente general don Francisco Ezpoz y Mina pidió, en 1821, la mano de doña María del Carmen Quiroga y Hermida, hermana de don Antonio, para su amigo don Juan Van Halen, luego teniente general y jefe de la Independencia de Bélgica en 1830. Al pazo está vinculada la escritora doña Emilia Pardo-Bazán, casada con don José Quiroga y Pérez de Deza, hijo de don Pedro Antonio Quiroga y Hermida, hermano de don Antonio y de doña María del Carmen.

- Pazo de Vilacoba. Situado en la parroquia de Vilacova, esta mansión señorial conocida como “Casa Grande”, actualmente está dedicada a casa de labranza.

- El Pazo de Borreiros y el de Folgoso construidos en las respectivas parroquias durante el siglo XVIII han desaparecido por completo; y los restos del Pazo de Santa Ana, que databa del siglo XVII, descansan hoy bajo las aguas de la Represa de Cecebre.

## Construcciones históricas
- Puente de Beldoña. Construcción de origen medieval que se encuentra en la parroquia de San Tirso de Mabegondo cerca de la carretera que une Betanzos con el pueblo de Mesón do Bento. Se asegura que su construcción se remonta al siglo II y se sabe que fue reparado en el siglo XIV. Este puente se asentaba en el camino real que unía Betanzos con Santiago de Compostela y era utilizado por los peregrinos que acudían a visitar la tumba del apóstol Santiago.

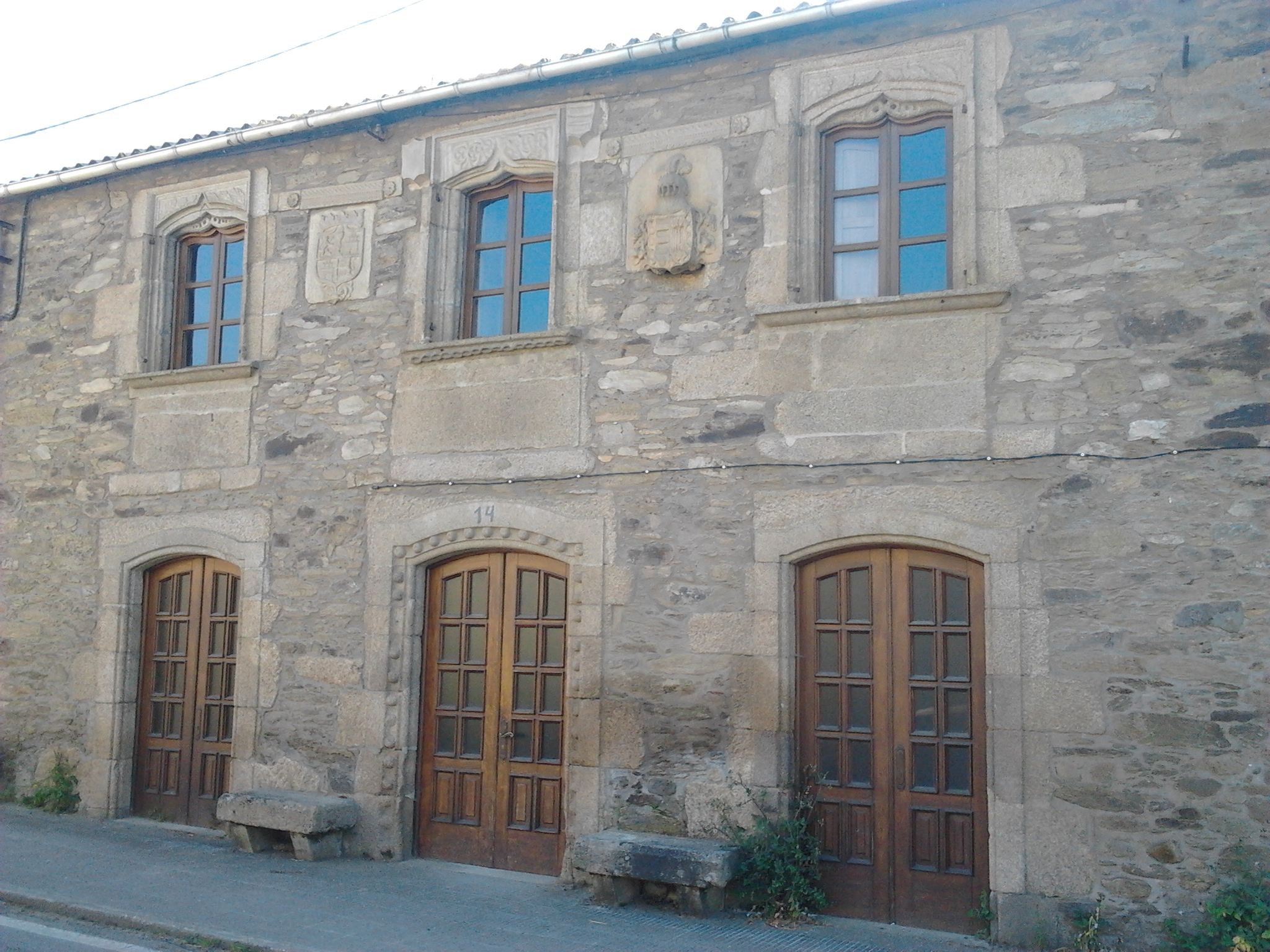
Casa de Felipe II

- Casa de Felipe II. Esta emblemática casa se encuentra en la parroquia de Sarandós y en ella descansó unos días el rey Felipe II, en 1554, cuando venía a La Coruña para embarcarse hacia Inglaterra donde iba a celebrar los esponsales con María Tudor. Esta casa conserva dos escudos pétreos en su fachada como recordatorio de la estancia del rey.

- Convento de Sarandós. Construcción monacal que aparece registrada como Priorato de Santa María de Sarandós vinculado al monasterio de San Martín Pinario en Santiago de Compostela, afectado por la desamortización de Mendizábal, pasó a manos particulares. Tramitado el expediente en 1821, la venta del edificio se remataba en pública subasta y lo adquiría don José del Villar y Riobó. El edificio existente en la actualidad fue construido en el siglo XV y ampliado a principios del siglo XX con una nueva fachada principal hacia la carretera de Carral a Montouto.

- Casas de Ponte. Estas dos construcciones, que se cree datan del siglo XVI, se hallan en la parroquia de Cos y eran supuestamente empleadas como viviendas para las familias de peones y para las actividades agrarias y ganaderas de los señores del lugar.

- Torres de Bordel. Este antiguo pazo, en forma de U y con dos torres unidas por un cuerpo central, es de estilo gótico y data del siglo XV apreciándose reformas y ampliaciones de los dos siglos siguientes. El pazo de las Torres de Bordel también está ligado al episodio de las cien doncellas, puesto que en este lugar las encerraban para enviarlas a la corte del califato de Córdoba. En las inmediaciones de este pazo fue donde escenificaron la batalla los hermanos Figueroa por salvar a sus hermanas.

## Patrimonio artístico

### Arte religioso
Además de las iglesias ubicadas en cada parroquia del municipio, existen varios cruceros, destacando entre ellos, el llamado 
Cruceiro Bonito, en San Marcos, nombre con el que es popularmente conocido un cruceiro de estilo bretón que data del siglo XVIII.